# 11037 Distler
11037 Distler (1989 CD6) là một tiểu hành tinh vành đai chính được phát hiện ngày 2 tháng 2 năm 1989 bởi F. Borngen ở Tautenburg.